# Luis Cernuda
Luis Cernuda Bidou o Bidón (Sevilla, 21 de septiembre de 1902-Ciudad de México, 5 de noviembre de 1963) fue un poeta y crítico literario español, miembro de la generación del 27.

## Biografía

### Primeros años y formación
El abuelo materno, Ulises Bidou, era de origen francés, pero castellanizó el apellido como «Bidón» al instalarse en España; luego, en el exilio, su nieto Luis recobraría el apellido original francés. Era el único de los abuelos de Luis que vivía cuando este nació. Tenía una droguería en la plaza del Pan (oficialmente llamada plaza de Jesús de la Pasión) de Sevilla.
El padre, Bernardo Cernuda Bauzá, nacido en Naguabo (Puerto Rico) en 1856, fue comandante de un regimiento de ingenieros. La madre, Amparo Bidón y Cuéllar, era de Sevilla.
Luis tenía dos hermanas mayores: Amparo, nacida en 1894, y Ana, nacida en 1895.

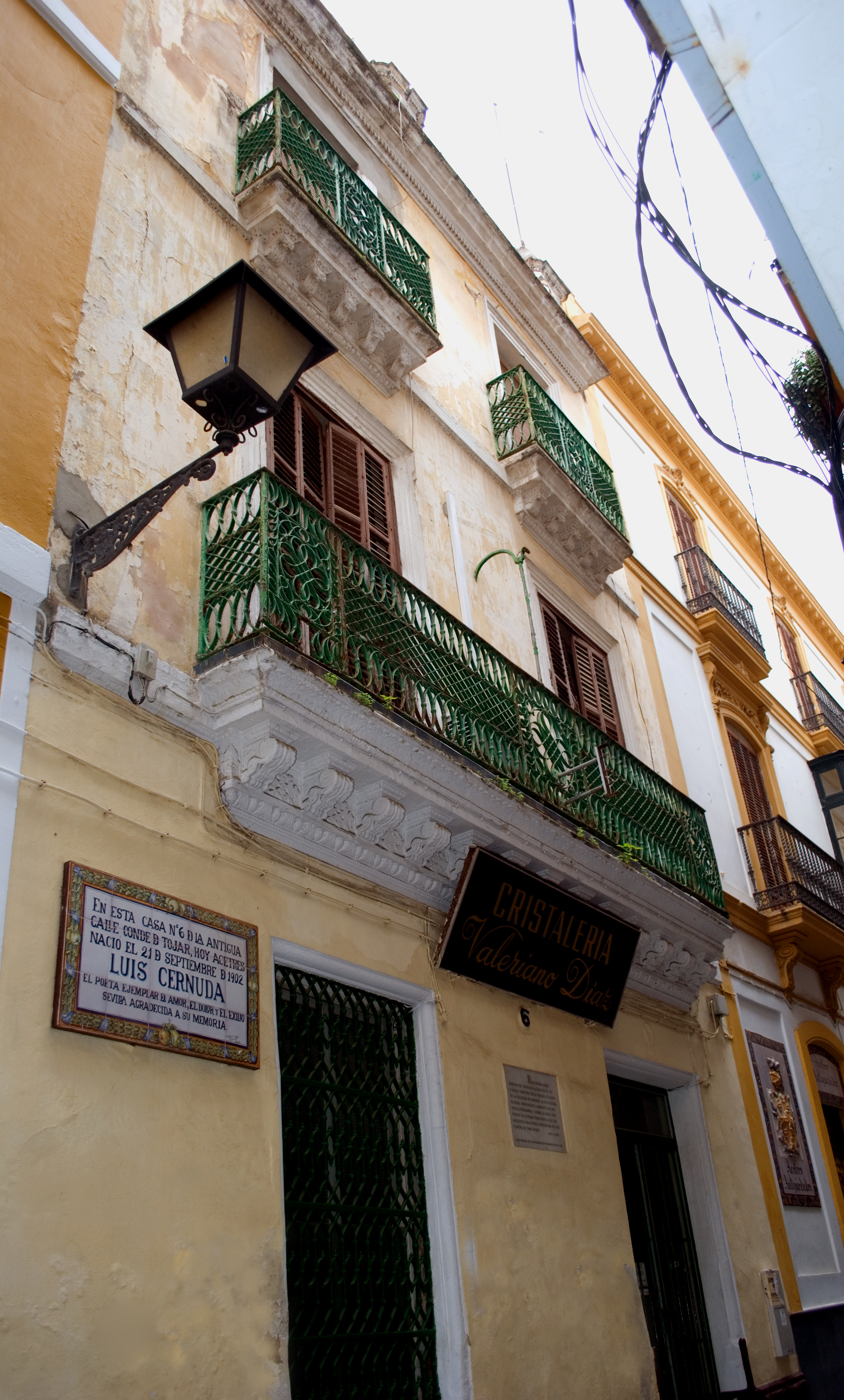
Casa natal del poeta en el número 6 de la antigua calle de Conde de Tojar, actualmente calle Acetres, en Sevilla.

Luis, tercer y último hijo del matrimonio, nació el 21 de septiembre de 1902 en la casa familiar, situada en el número 6 de la calle Conde Tójar, actualmente denominada calle Acetres. Fue bautizado en la iglesia del Salvador.
Su afición por la lectura empezó con libros de viajes de la biblioteca paterna. También se cuenta entre sus primeras lecturas un libro de mitología.
En 1913 los restos del poeta Gustavo Adolfo Bécquer fueron trasladados de Madrid a Sevilla. Por estas fechas, se reeditaron sus obras y dos primas, Luisa y Brígida de la Sota, prestaron a las hermanas de Luis algún ejemplar de las mismas, posiblemente las primeras poesías leídas por él.
Entre 1913 y 1915 estudió bachillerato en el Colegio San Ramón de la calle Bailén.
En 1915 el padre ascendió a teniente coronel y la familia se mudó al cuartel del Tercer Regimiento de Zapadores, en el Prado de San Sebastián.
En 1915 Luis pasó a estudiar en el colegio de los escolapios. Aquí tendría dos profesores poetas: Jerónimo Córdoba Roldán, prestigioso latinista, y Antonio López, miembro de la Real Academia Sevillana de Buenas Letras. En el curso 1916-1917 López, que impartía Retórica, pidió a sus alumnos que compusieran una décima, empezando entonces Luis a escribir versos. Luis estableció una amistad con Antonio López que duró este y los dos cursos siguientes. Fue este profesor el que le corrigió sus primeros versos, le dio claves para componerlos y le animó a recitar poesía. Antonio López falleció el 20 de diciembre de 1919.
En el curso 1917-1918 Luis fue miembro de la Junta Directiva de Congregaciones Marianas, dirigida por el músico y compositor Miguel Millán Bonell.
En 1918 el padre se retiró con el rango de general y la familia se trasladó a un nuevo domicilio en la calle Jáuregui.
Empezó a estudiar Derecho en la Universidad de Sevilla en octubre de 1919. El primer curso conoció al profesor Pedro Salinas. Enseguida Salinas percibió la singularidad de su alumno:

Difícil de conocer. Delicado, pudorosísimo, guardándose su intimidad para él solo, y para las abejas de su poesía que van y vienen trajinando allí dentro -sin querer más jardín- haciendo su miel. La afición suya, el aliño de su persona, el traje de buen corte, el pelo bien planchado, esos nudos de corbata perfectos, no es más que deseo de ocultarse, muralla del tímido, burladero del toro malo de la atención pública. Por dentro, cristal. Porque es el más Licenciado Vidriera de todos, el que más aparta a la gente de sí, por temor de que le rompan algo, el más extraño.

En sus años universitarios entabló amistad con José González Montes y con Carlos García Fernández, más tarde miembro de la Real Academia Sevillana de las Buenas Letras.
Con el fallecimiento de su padre, el 9 de marzo de 1920, la familia se volvió a mudar, esta vez al número 20 de la calle Conde de Benomar (el actual número 4 de la calle Aire), en el barrio de Santa Cruz.
Entre 1923 y 1924 hizo el servicio militar en el Tercer Regimiento de Artillería. Uno de los ejercicios consistía en ir a caballo por los alrededores de Sevilla por las tardes. Años después, en 1958, Cernuda diría que una de esas tardes empezó a ver las cosas de una forma nueva, lo que le llevó a escribir una serie de versos (que no se conservan).
El 15 de enero de 1924 Cernuda publicó unas prosas llamadas Matices en el F. E. S., una publicación de la Federación Escolar Sevillana.
Salinas organizaba casi todas las tardes tertulias literarias a las que asistían, entre otros, el poeta y pintor Higinio Capote Porrúa y el poeta Joaquín Romero Murube. En 1924, tras la publicación de sus Matices, Cernuda se unió a la tertulia.
Salinas le recomendó a Cernuda poetas franceses del siglo XIX como Charles Baudelaire, Arthur Rimbaud, Stéphane Mallarmé, Jules Laforgue y otros. Por su cuenta, Cernuda leyó también al poeta surrealista francés Pierre Reverdy, con quien tuvo una gran afinidad.
Cernuda leía ya habitualmente a poetas clásicos españoles como Garcilaso de la Vega, fray Luis de León, Góngora, Lope de Vega, Quevedo y Calderón de la Barca. Sin embargo, él mismo declaró en 1958 que fue en tiempos en los que conoció a Salinas cuando "percibió el sentido" de lo que habían escrito esos autores.
Se licenció en derecho en diciembre de 1924.
En 1925 Pedro Salinas le prestó a Luis algunos libros de André Gide. Leyó Pretextes, Nouveaux Pretextes, Morceaux choisis y Corydon. Gracias a estas lecturas, Luis Cernuda resolvió un conflicto interno con respecto a su homosexualidad.
En 1925 Salinas le enseñó a Juan Ramón Jiménez algunos poemas de Cernuda. En septiembre de ese año Salinas, Juan Ramón Jiménez y Cernuda visitaron los jardines del Alcázar de Sevilla.

### Carrera literaria en España
En diciembre de 1925 Luis Cernuda publicó nueve de sus poemas en la Revista de Occidente, fundada por José Ortega y Gasset.
En enero de 1926 estuvo en Madrid, donde conoció a Ortega y Gasset, a Ramón María del Valle-Inclán y estuvo en casa de Juan Ramón Jiménez. También visitó el Museo del Prado. Posteriormente, regresó a Sevilla.
En 1926 colaboró en los números 56, 57 y 59 del suplemento literario del periódico La Verdad. Ese mismo año publicó en el número 5 de la revista sevillana Mediodía y en el número 2 de la revista malagueña Litoral. Esta última revista, fundada por Emilio Prados y Manuel Altolaguirre, fue la más representativa de la generación del 27.
A finales de 1926 envió una poesía para la revista murciana Verso y Prosa, fundada por Juan Guerrero Ruiz y Jorge Guillén y que se editó entre enero de 1927 y octubre de 1928. Esta poesía le gustó mucho a Guillén, que le envió a Cernuda una carta elogiosa.
En enero de 1927 Litoral publicó tres poemas suyos y Mediodía uno.
El 26 de abril de 1927 publica su primer libro lírico, Perfil del aire, como suplemento de la revista Litoral. Juan Chabás, en su crítica en el periódico La Libertad del 29 de abril de ese año, dijo que era "un libro de extraña perfección en un autor tan joven" y señaló que está muy influenciado por la obra de Guillén. Francisco Ayala, en su crítica del 1 de mayo de La Gaceta Literaria, también apuntó a la influencia de Guillén y dijo que era una obra "sin ninguna inquietud moderna. Sin imaginismo múltiple. Sin el ritmo acelerado de nuestro tiempo, ni el aire del más modesto ventilador" aunque concluía diciendo que era un libro "honesto y agradable". El 6 de mayo José Bergamín escribió a Cernuda para trasladarle una opinión positiva de este poemario. El 18 de mayo Esteban Salazar Chapela publicó en El Sol su crítica, diciendo que Cernuda había escogido como arquetipo a Jorge Guillén y le objetó que le faltaba "el chisporroteo de la imagen y la marcha aventurera, libérrima, del verso moderno". Jorge Guillén, por su parte, escribió a Luis Cernuda una carta el 26 de mayo donde le decía que no era posible "más digna, más noble inauguración poética" y señalaba la voz de Luis "que es suya, personalísima, intransferible, irreductible". El 25 de mayo Romero y Murube publicó en El Noticiero Sevillano unos apuntes líricos donde decía que "en calidades sevillanas, el salto atrás de Perfil del aire llega hasta Bécquer". El 1 de junio José Bergamín escribió una crítica elogiando al libro y a su autor en La Gaceta Literaria y discrepando de la opinión dada por Ayala, lo que motivó una respuesta de este el 1 de julio en la misma revista. El 19 de junio Gerardo Diego le escribió una carta a Cernuda valorando positivamente su libro. En junio apareció una reseña elogiosa sobre este libro realizada por César Barja en la publicación The Modern Laguages Forum de Los Ángeles.

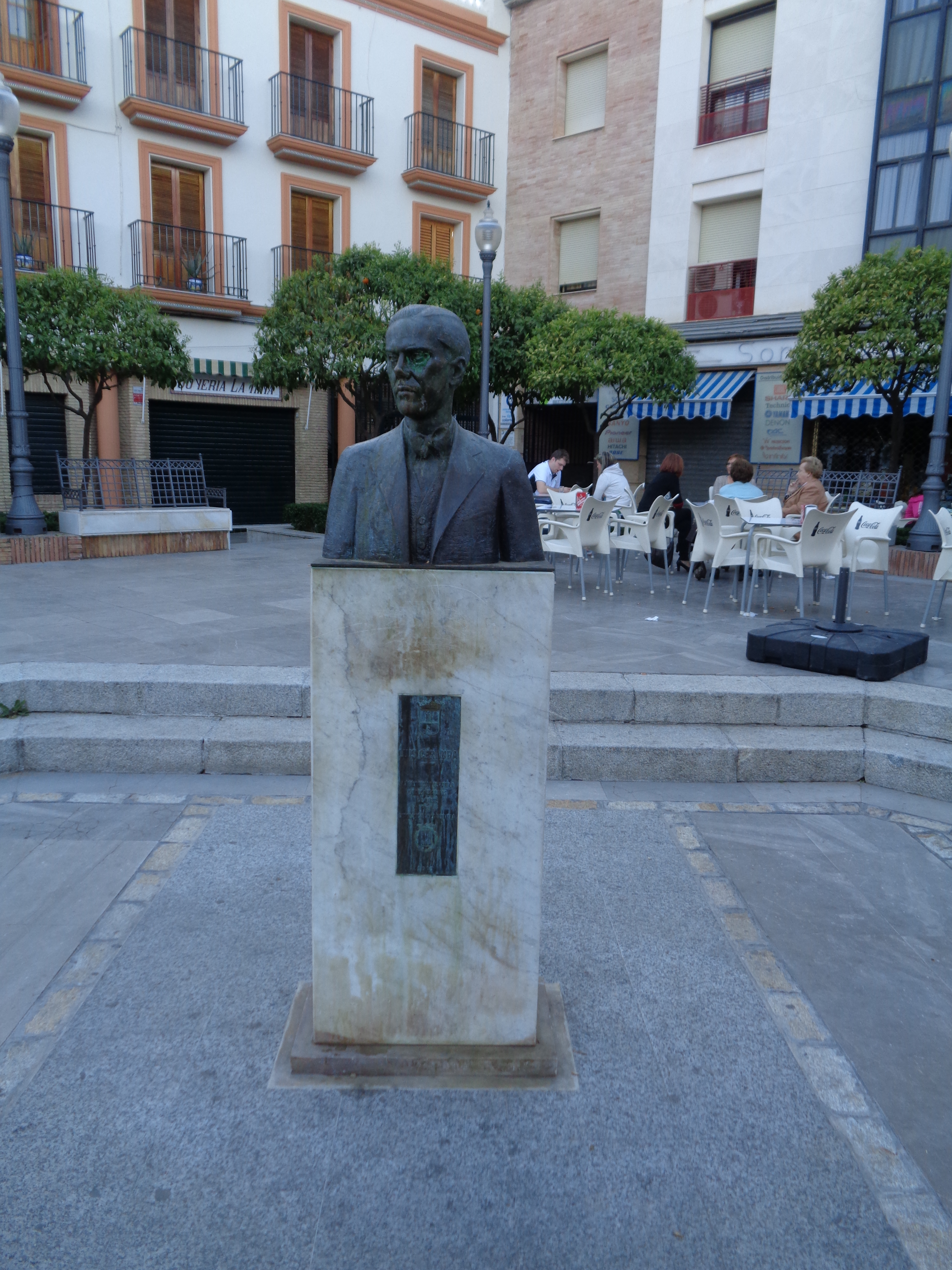
Monumento a Luis Cernuda en la localidad de Dos Hermanas, provincia de Sevilla

En octubre de 1927 publicó un nuevo poema en Litoral que empieza diciendo: "Solo escollos de sombra débilmente". En mayo del mismo año publicará en Verso y Prosa cinco poemas.
En diciembre de 1927 publicó su Égloga en la revista Carmen, que había sido fundada ese año en Gijón por Gerardo Diego. El 15 de diciembre escribió Elegía, que fue publicada en Verso y Prosa en octubre de 1928. El 1 de enero de 1928 escribió Homenaje, dedicada originalmente a fray Luis de León y que fue publicada en Carmen en marzo del mismo año. Estas tres obras, con influencias de Garcilaso y Mallarmé, se integraron en Égloga, elegía, oda dentro de su libro La realidad y el deseo de 1936. El 1 de abril de 1928 Salvador de Madariaga elogió el poema Homenaje en el diario El Sol de Madrid.
El torero y escritor Ignacio Sánchez Mejías sufragó y organizó con el Ateneo de Sevilla un homenaje a Góngora, que tuvo lugar a mediados de diciembre de 1927 en un salón cedido por la Real Sociedad Económica de Amigos del País. Al acto asistieron como invitados Federico García Lorca, Rafael Alberti, Jorge Guillén, Dámaso Alonso, Gerardo Diego, Juan Chabás y José Bergamín. Luis Cernuda estuvo entre el público.
Existe correspondencia entre Luis Cernuda y el poeta Fernando Villalón, lo que, junto con un comentario de Luis Ortiz Muñoz en una carta del 24 de febrero de 1928, indica que tuvieron relación por estas fechas.
En febrero de 1928 Lluís Montanyà i Angelet publicó en Les Amis de les Arts un pequeño artículo sobre Perfil del aire donde alaba la habilidad técnica de sus versos. El artículo menciona la influencia de Jorge Guillén en la obra pero dice que es más obvia la influencia de Juan Ramón Jiménez, señalando que estas influencias no le resta originalidad al libro.
En febrero de 1928 la revista Meseta de Valladolid publicó dos prosas de Cernuda con el título de Huésped eterno. En marzo del mismo año publicó un romance con influencias de Juan Ramón Jiménez y de los romances gitanos de Lorca en Papel de Aleluyas de Huelva.
El 4 de julio de 1928 murió su madre. Cernuda vendió la casa familiar y se alojó en una pensión de la calle Rosario hasta el 4 de septiembre. Adriano del Valle y Fernando Villalón le despidieron en la estación de San Bernardo, donde tomó un tren a Málaga. En esta ciudad se alojó en el hotel Europa y conoció en persona a Emilio Prados, Manuel Altolaguirre y José María Hinojosa. Realizó excursiones a Ronda y Campillos.
El 17 de septiembre de 1928 llegó a Madrid. Se alojó en una pensión en el número 19 de la calle Narváez. Visitó por segunda vez el Museo del Prado. Tomó contacto con Salinas, que vivía entonces en Madrid, y visitó en su casa al poeta Vicente Aleixandre. En noviembre Salinas le ayudó a conseguir un puesto de lector de español en la Universidad de Toulouse. En Toulouse se instaló en el número 37 de la rue Benjamin Constant. Durante unas vacaciones de primavera, entre marzo y abril de 1929, pasó 20 días en París, alojándose en un hotel del número 31 de la avenue de l'Opera. Entonces visitó el Museo del Louvre. Esta ciudad le entusiasmó. En Francia conoció el jazz, inspirándose en este género para su poema I want to be alone in the South. En abril o mayo, por encargo de Hinojosa, tradujo al español varios poemas del libro L'Amour la poésie de Paul Éluard para su publicación en junio de 1929 en la revista Litoral. Éluard y otros poetas surrealistas le influyeron en su obra de entre 1929 y 1931.
Dejó Toulouse a mediados de junio de 1929 y pasó por Barcelona, que le encantó. Luego se instaló en  Madrid, en la calle Fuencarral, número 151, 5º. En agosto de 1929 publicó una nota sobre Salinas en la Revista de Occidente, y poco después otra sobre Gide, que no se conserva, y en octubre otra sobre Jacques Vaché, todas en la citada publicación.
En otoño de 1929 acudió con frecuencia a la casa de Vicente Aleixandre.
En marzo de 1930 empezó a trabajar en la librería de León Sánchez Cuesta, situada en la calle Mayor. El poeta vivía entonces en el 2º izquierda del número 1 de la Glorieta de Bilbao. Por estas fechas tradujo por su cuenta una serie de poemas de Gérard de Nerval. También realizó las siguientes traducciones: Moliére de Ramón Fernández, que publicó La Nave en 1932; Teatro de Clara Gazul y La familia de Carvajal de Prosper Merimé, que publicó Espasa-Calpe en su colección Universal en 1933; Balzac de René Benjamín, que publicó La Nave en 1934; y Pablo y Virginia, de Bernardin de Saint-Pierre, para la colección Universal de Espasa-Calpe.
Intentó, sin éxito, publicar un libro de poemas llamado Cielo sin dueño. En mayo de 1929 publicó algunos poemas de esta obra en Litoral y en noviembre del mismo año hizo lo mismo en la Revista de Occidente. El 14 de mayo de 1930 publicó otros poemas en Nueva Revista como pertenecientes a la obra A little river a little love y en 1931 publicó otros en la revista Poesía de París como pertenecientes a una obra ya titulada como Un río, un amor. Un río, un amor tiene un gran componente simbólico y pertenece a su etapa surrealista.
El día 11 de enero de 1931 acudió a una comida ofrecida por la hispanista francesa Mathilde Pomès en el restaurante Buenavista. En esta comida también estuvieron Pedro Salinas, Juan Guerrero Ruiz, Federico García Lorca, León Sánchez Cuesta, José Bergamín y Gerardo Diego. Existe una fotografía de ese encuentro.
El 18 de enero de 1931 se publicó en El Sol un artículo titulado José Moreno Villa o los andaluces en España, donde decía que la poesía española moderna había comenzado con el poemario Garba de ese autor malagueño, publicado en 1913. A Juan Ramón Jiménez le pareció que el artículo estaba mal escrito y que su juicio era erróneo.
El 14 de abril de 1931, día de proclamación de la Segunda República, Cernuda estuvo en un manifestación republicana que recorrió la calle de Alcalá en dirección a la Puerta del Sol.
Lorca le presentó a un joven actor gallego llamado Serafín Fernández Ferro y tuvieron un romance. Es muy posible que esta relación inspirase casi todos los poemas de su obra surrealista Los placeres prohibidos, redactada entre abril y junio de 1931. La relación sentimental entre Luis y Serafín había terminado en abril de 1932.
Entre septiembre de 1931 y febrero de 1932 publicó siete textos en el Heraldo de Madrid.
El 6 de agosto de 1931 se constituyó el Patronato de Misiones Pedagógicas, presidido por Manuel Bartolomé Cossío y con Pedro Salinas como vocal. Este patronato organizaba bibliotecas para niños y adultos y llevaba copias de cuadros del Museo del Prado a pueblos alejados en lo que se conoció como Museo del Pueblo o Museo Circulante, del cual era colaborador el pintor Ramón Gaya. En un informe del Patronato para los años 1931-1933 se menciona a Cernuda en una misión en Las Navas del Marqués, en la provincia de Ávila, del 13 al 18 de julio de 1932. El 9 de marzo de 1933 consta que estuvo en una misión en Toledo. El 10 de octubre de 1933 publicó en el diario Luz un artículo titulado Soledades de España. Con el Museo del Pueblo, donde narra una misión en Pedraza, provincia de Segovia. En 1934 visitaría Andalucía con las misiones: en enero estuvo en Cádiz; en febrero y marzo estuvo por la provincia de Almería (se conserva una carta suya desde Garrucha); a comienzos de julio pasó por Sevilla; el 18 de julio se encontraba en Aracena, el 1 de agosto en Ayamonte, el 23 y el 23 de agosto en Huelva, y el 28 de agosto en Chiclana de la Frontera; el 29 de agosto pasó un día en Cádiz, el 30 de agosto regresó a Chiclana; el 4 de septiembre estuvo en Medina Sidonia, el 13 de septiembre en Arcos de la Frontera, el 20 de septiembre en Grazalema; entre el 21 y el 24 de septiembre estuvo en Olvera, el 27 de septiembre en Ronda y la noche del 29 de septiembre tomó un tren en Córdoba con destino a Madrid. El 10 de octubre de 1934 viajó con el pintor Miguel Prieto Anguita a Málaga, donde almorzó con Bernabé Fernández Canivell y se encontró con Emilio Prados en la calle Larios. Entre el 30 de octubre y el 2 de diciembre estuvo en Marbella.
En febrero de 1932 Gerardo Diego publicó Poesía española. Antología. 1915-1931 en la que incluía obras de diecisiete poetas abarcando desde los más veteranos, como Unamuno o los hermanos Manuel y Antonio Machado, hasta los jóvenes, como Cernuda, Alberti o Altolaguirre. Este libro abarca tres generaciones de escritores: la del 98, la del 14 y la del 27.
En junio de 1932 asistió a la boda entre Altolaguirre y Concha Méndez. Por entonces había publicado ya en la revista Héroe, de Altolaguirre, un poema que se incluyó luego en Los placeres prohibidos.
Entre mayo de 1932 y mayo de 1933 escribió los diecisiete poemas que componen su obra Donde habite el olvido. Dos de estos poemas aparecieron en la revista Héroe y otros cuatro en la Revista de Occidente. Según Vicente  Aleixandre, este poemario es el último homenaje de Cernuda a Serafín.
En enero de 1933 Altolaguirre publicó con su editorial "La Tentativa poética" una antología de poemas de Cernuda titulada La invitación a la poesía.
En febrero de 1933 publicó un artículo sobre Juan Ramón Jiménez titulado Unidad y diversidad en la revista Los cuatro vientos y, ese mismo mes, apareció un poema de Los placeres prohibidos en la revista valenciana Murta.
Entre agosto y septiembre de 1933 visitó nuevamente Málaga, alojándose en la casa de Bernabé Fernández Canivell. Se conservan cuatro fotografías de esta estancia, en alguna de las cuales aparece él acompañado de Bernabé y de los hermanos Gerardo y Darío Carmona.
En 1933 Rafael Alberti fundó la revista Octubre, escritores y artistas revolucionarios. En el número correspondiente a octubre-noviembre de 1933 de la revista, aparece un breve texto de Cernuda, que por entonces albergaba simpatías con el comunismo.
En diciembre de 1933 Aleixandre ganó el Premio Nacional de Literatura, al que también concurrieron Luis Cernuda y Manuel Altolaguirre. El jurado había sido nombrado por Gabriel Miró y estaba compuesto por Manuel Machado, Gerardo Diego y Dámaso Alonso.
En 1934 se publicó una nueva antología de Gerardo Diego con el título Poesía española contemporánea (1901-1934), a la que se añadieron nuevos poetas hasta llegar a 31.
En 1934 colaboró en revistas revolucionarias como Octubre y El tiempo presente. Al mismo tiempo, Juan Ramón Jiménez publicó un artículo sobre él en el número 5 de la revista Héroe titulado Héroe español: Luis Cernuda. Ese mismo año el poeta malagueño José María Souvirón incluyó a Cernuda en la obra Antología de poetas españoles contemporáneos, publicada en Santiago de Chile, y Giacomo Prampolini le incluyó en Cosecha. Antología de la lírica castellana, publicada en Milán.
A finales de agosto de 1934 la editorial Signo publicará su libro Donde habite el olvido.
El 19 de enero de 1935 fue a una lectura de sus poemas en el Lyceum Club Femenino de Madrid, donde se hizo una fotografía con varias mujeres, entre ellas su amiga Concha Albornoz.
A comienzos de 1935 leyó al poeta musulmán Abenarabi.
El 9 de febrero de 1935 dio una conferencia sobre Gustavo Adolfo Bécquer y el Romanticismo español en Alicante. Hay una foto de él en una playa alicantina acompañado por el pintor Ramón Gaya.
Cernuda y otros poetas de la generación del 27 asistieron a la tertulia que tenía lugar en la casa del diplomático chileno Carlos Morla Lynch. En febrero de 1935 asistió a esta tertulia, con recomendación de Altolaguirre, el poeta inglés Stanley Richardson, que compartió diversos momentos con Lorca y Cernuda durante al menos un mes. Cernuda y Richardson asistieron a un recital de Pablo Neruda en la Residencia de Estudiantes de Madrid. Luis escribió, entre el 20 y el 22 de marzo, el borrador de un poema amoroso titulado Por unos tulipanes amarillos dedicado a Richardson. A su vez, el poeta inglés dedicó unas líneas a Cernuda en su ensayo Spanish Poetry 1935.
En abril de 1935 poetas españoles de la generación del 27, entre los que estuvo Cernuda, y poetas de la generación del 36, entre los que estuvo Miguel Hernández, conformaron el libro Homenaje a Pablo Neruda. Una fotografía de ese año muestra a Cernuda, Bergamín, Altolaguirre, Alberti y Neruda andando por la calle.
En mayo de 1935 Cernuda publicó en la revista Cruz y Raya de José Bergamín un escrito de su conferencia sobre Bécquer y el Romanticismo español.
En junio de 1935 Cernuda vivía en el número 73 de la madrileña calle Viriato, cerca de Altolaguirre.
El 20 de junio de 1935 Cernuda escribió a Bernabé Fernández Canivell que próximamente saldría en alemán una antología de poetas españoles en la cual estarían Cernuda, Alberti, Lorca, Aleixandre y Altolaguirre. El traductor de estos autores sería el poeta alemán Hans Gebser, más conocido como Jean Gebser. Gebser ayudó a Cernuda a leer la poesía del romántico alemán Friedrich Hölderlin. En noviembre Cruz y Raya publicó un ensayo de Cernuda titulado Hölderlin. Cernuda y Gebser tradujeron 18 poemas del romántico alemán que aparecieron publicados en Cruz y Raya en 1936. En México se haría una segunda edición de estas traducciones en 1942.
Neruda dirigía la revista Caballo verde para la poesía. En noviembre de 1935 esta revista publicó el poema Himno a la Tristeza de Cernuda, escrito tras la lectura de Hölderlin. Ese mismo mes Juan Gil-Albert publicó Luis Cernuda o el aire dolorido en la portada de La gaceta del libro.
El 9 de febrero de 1936 se organizó una comida en homenaje a Alberti y María Teresa León en el Café Nacional, en el número 19 de la calle Toledo, a la que asistió Cernuda.
El 14 de febrero de 1936 Alberti y María Teresa León organizaron un homenaje a Valle-Inclán en el Teatro de la Zarzuela. En el acto intervinieron Lorca y Cernuda.
En febrero de 1936 el periódico Mundo Obrero, del Partido Comunista de España, publicó un manifiesto titulado Los intelectuales con el Bloque Popular, firmado por trescientas personas, entre ellas Lorca, Alberti y Cernuda. Ese mes, el Frente Popular, que aunaba a los partidos de izquierda, ganó las elecciones generales en España.
En marzo de 1936 el periódico Mundo Obrero publicó el Manifiesto por la libertad de Prestes y contra la represión en Puerto Rico, firmado por numerosos escritores españoles, entre ellos Cernuda. Ese mismo mes, la revista Cruz y Raya publicó una antología de sonetos sevillanos preparada por Cernuda.
En abril de 1936 la revista Cruz y Raya publicó un artículo llamado «Divagación sobre la Andalucía romántica». El 19 de abril de aquel año se celebró un banquete en su homenaje en un restaurante de la calle Botoneras de Madrid. En el acto tomaron parte Aleixandre, Alberti, Altolaguirre, Concha Méndez, Concha de Albornoz, María Teresa León, Rosa Chacel, Delia del Carril, Lorca, Guillén, Gerardo Diego, Neruda, Serrano Plaja, Salinas, Bergamín, Moreno Villa y Pérez Ferrero.
El 21 de abril de 1936 Cernuda publicó con Ediciones El Árbol (que publicaba también la revista Cruz y Raya) la primera edición de La realidad y el deseo, que aunaba seis obras suyas: Perfil del aire, Égloga, elegía, oda, Un río, un amor, Los placeres prohibidos, Donde habite el olvido e Invocaciones a las gracias del mundo.
En mayo de 1936 el suplemento cultural valenciano Problemas de la Nueva Cultura publicó un artículo suyo sobre Gérard de Nerval. Ese mismo mes realizó una visita a la comarca de Las Hurdes, en Extremadura.
En 1936 se había publicado en Berlín la antología en alemán Neue Spanische Dichtung compilada por Hans Gebser y Roy Hervin Winston. Cernuda opinó sobre este libro en una nota llamada Unas palabras sobre la poesía española actual, publicada en Escuelas de España en mayo de ese año.
Salinas realizó una edición de las obras de san Juan de la Cruz, que fue criticada por Juan José Domenchina. El 28 de mayo de 1936 el Heraldo de Madrid publicó una protesta colectiva a esta crítica titulada Una carta sobre la crítica literaria firmada por Cernuda, Alberti, Altolaguirre, Bergamín, Lorca, Guillén, Neruda y Serrano Plaja. Tres días después, Domenchina replicó criticando a Neruda. Esto motivó otra respuesta del citado grupo el 1 de abril.
En julio de 1936 Cernuda se preparaba para marchar con Concha de Albornoz a París, para servir como secretarios del embajador Álvaro de Albornoz. El 13 de julio Cernuda esperaba a Lorca en la casa de Morla Lynch para despedirse, pero apareció Rafael Martínez Nadal y le dijo que Lorca había tomado un tren con destino a Granada, donde días después sería asesinado.

### Guerra civil
Cernuda estuvo en París desde mediados de julio de 1936. El 18 de julio comenzó la guerra civil española.
En Francia compró la Antología griega, de la colección Budé, que le resultó muy inspiradora.
En agosto de 1936 fue asesinado Federico García Lorca. Entre finales de 1936 y principios de 1937 Cernuda le escribió una sentida elegía titulada A un poeta muerto (F. G. L.). La primera vez que esta se publicó, en el número VI de Hora de España de junio de 1937, el autor tuvo que quitar la sexta estrofa, relacionada con la homosexualidad. Esta censura fue responsabilidad de Wenceslao Roces, subsecretario del Ministerio de Instrucción Pública republicano. El poema completo fue publicado en Las nubes, obra integrada en la segunda edición de La realidad y el deseo de 1940.
Álvaro de Albornoz y su hija Concha fueron acusados de negligencia por una delegación presidida por la Pasionaria. Entonces ambos regresaron a Madrid en septiembre, acompañados de Cernuda. Tras esto, Cernuda se integró en la Alianza de Intelectuales Antifascistas, dirigida por Alberti y Bergamín. En octubre participó en emisiones radiofónicas junto a Arturo Serrano Plaja.
Por estas fechas escribió una comedia titulada El relojero o La familia interrumpida, donde se trata la represión sexual y se insinúa una relación lésbica. Leyó esta obra a sus amigos de la Alianza de Intelectuales, aunque permaneció inédita hasta que Octavio Paz la publicó en 1985 en la revista Vuelta. En 1988 se publicó en España como libro.
Fue de voluntario al Batallón Alpino, donde estuvo aproximadamente un mes o mes y medio, y combatió en la sierra de Guadarrama para defender Madrid.
Más adelante, al recordar la guerra civil española, escribió:

La nostalgia natural de dejar París se unía a lo incierto y difícil de la situación española. Al principio de la guerra, mi convicción antigua de que las injusticias sociales que había conocido en España pedían reparación, y de que ésta estaba próxima, me hizo ver en el conflicto no tanto sus horrores, que aún no conocía, como las esperanzas que parecía traer para lo futuro. Desnudas frente a frente vi, de una parte, la sempiterna, la inmortal reacción española, viviendo siempre, entre ignorancia, superstición e intolerancia, en una edad media suya propia; y, de otra (yo en pleno wishful thinking), las fuerzas de una España joven cuya oportunidad parecía llegada. Luego me sorprendería, no sólo la suerte de salir indemne de aquella matanza, sino la ignorancia completa de ella en que estuve, aunque ocurriera en torno mío
Luis Cernuda. "Historial de un libro", en Poesía y literatura, Barcelona y México: Seix Barral, 1960, n. 11, p. 256. 

En febrero de 1937 publicó en el boletín de la Alianza de Intelectuales, llamado El Mono Azul, un artículo titulado Homenaje, donde hace balance de los primeros meses del conflicto bélico.
En abril de 1937 se trasladó a Valencia, a donde se había trasladado el gobierno republicano, y se alojó en el hotel Faro, donde también se hospedaba su amigo Víctor Cortezo. Visitaba a menudo la casa de Juan Gil-Albert, secretario de la revista la Hora de España. Colaboraba habitualmente con dicha revista con prosas y poemas.
En julio de 1937 se representó la obra Mariana Pineda de Lorca. La obra fue dirigida por Altolaguirre, contó con decorados de Víctor Cortezo, con Cernuda en el papel de Pedro de Sotomayor y Cortezo en el papel de Fernando. Las autoridades comunistas no vieron con buenos ojos dicha representación. Víctor Cortezo fue detenido en el hotel El Faro por el Servicio de Información Militar e interrogado durante tres días en la checa de la calle Germanías de Valencia. Cernuda escribió en 1961 su poema Amigos: Víctor Cortezo y en una estrofa se dice lo siguiente:

A diario, en el hotelucho
En que ambos parabais,
Oías a medianoche
El ascensor, subiendo
Al piso donde algún sacripante del Partido
Subía por nueva víctima

En el verano de 1937 Cernuda participó en el II Congreso de Intelectuales Antifascistas de Valencia. En el congreso fue vetado André Gide por las opiniones que había vertido sobre los soviéticos en su obra Retour de l'U.R.S.S.. Al congreso acudió el mexicano Octavio Paz, que se encontró con Cernuda en la imprenta de la Hora de España. Cernuda se quejó ante Paz de la creciente fiscalización que los del Partido Comunista ejercían sobre los escritores. También conoció a la esposa de este, Elena Garro, la cual lo encuentra tomando el sol en la playa, como escribe en sus Memorias de España 1937:

En Valencia, cuando me escapaba a la playa, veía todos los días a un inglés tendido sobre una toalla blanca y con un bañador azul. Nadie se bañaba, sólo aquel solitario y yo. Los chiringuitos estaban cerrados y la playa desolada. No fue él quien me dirigió la palabra, fui yo: "¿Usted es inglés?" "No, soy español." "Pues tiene un color más bonito que el mío", dije. "Es que hace más tiempo que vengo a la playa", contestó. "Yo casi no puedo venir. Estoy casada con un poeta y a esa gente no le gusta el deporte...", dije. El joven rubio enrojeció aún más: "Yo también soy poeta, me llamo Luis Cernuda", dijo. Casi no supe qué decir, pero vi que era verdad que Concha Albornoz era su única amiga.

Tras el congreso en Valencia se publicó una antología llamada Poetas en la España leal, donde figuraban Cernuda, Antonio Machado, Alberti, Altolaguirre, Gil-Albert, Miguel Hernández, León Felipe, Moreno Villa, Prados, Serrano Plaja y Lorenzo Varela. Poco después, Otavio Paz editó otra antología con Ediciones Letras de México, titulada Voces de España, con los mismos autores.
Otra persona que estuvo en Valencia en esta época fue Stanley Richardson, como colaborador de prensa de la embajada de la República Española en Londres y como miembro de la Arden Society for Artist and Writers Exiled in England.
En 1958 Cernuda escribió en un texto no publicado donde relata como, durante el curso de la guerra, se distanció del Partido Comunista:

La marcha de los sucesos me hizo ver, poco a poco, cómo en el lugar de aquella posibilidad de vida para una España joven, no había allí sino el juego criminal de un partido al que muchos secundaban pensando en su ventaja personal.

A principios de octubre de 1937 regresó a Madrid, donde colaboró con el boletín El Mono Azul. Aquí apareció su poema Lamento y esperanza, el 21 de octubre, que termina diciendo que al país "le alentó únicamente la gran Rusia dolorida". Esta poesía apareció en la segunda edición de La realidad y el deseo con un cambio en el último verso, que pasó a decir que al país "le alienta únicamente su propia gran historia dolorida".
En octubre de 1937 se publicó en Hora de España su relato En la costa de Santiniebla y, este mismo mes, empezó a escribir un relato llamado Sombras en el salón que fue publicado en Hora de España en febrero de 1938.
Durante la guerra, Cernuda rechazó una propuesta para ocupar el lectorado de Español en Oslo por no abandonar España.

### Los años de exilio
En febrero de 1938 Stanley Richardson gestionó desde Londres que el gobierno republicano le otorgase a Cernuda un pasaporte con destino a Inglaterra para dar unas conferencias. Cernuda, convencido por Richardson, aceptó la propuesta pensando que su ausencia de España duraría "uno o dos meses".
Bernabé Fernández Canivell tenía un primo, José Vila Miratvilles, que era jefe del Negociado de Cultura de la Generalidad de Cataluña. Este puso a disposición de Fernández y de Cernuda un coche oficial que les llevó a Portbou. El 14 de febrero cruzaron la frontera con Francia y viajaron en tren a París. Fernández se quedó a vivir con escasos recursos en París y Cernuda continuó el viaje hasta Londres. Se alojó con Stanley un tiempo pero, según Martínez Nadal, se enfadó con él y se trasladó a vivir con un matrimonio amigo de este.
El 28 de abril de 1938 escribió en Londres una obra sobre el destierro, llamada Elegía española. Esta se publicaría por primera vez en la revista España peregrina en México en mayo de 1940.
El 8 de junio escribió en Londres el poema La visita de Dios.
Llegó a Inglaterra un grupo de casi 4 000 niños de Bilbao, que fueron acogidos en residencias inglesas. Una de estas fue la de lord Farringdon en el condado de Oxfordshire. Aquí, Cernuda vivirá y trabajará dando clases a los que tienen entre 14 y 16 años. Uno de los niños refugiados, José Sobrino Riaño, enfermó gravemente y fue llevado a un hospital de Oxford, donde se negó a ser asistido por un sacerdote y pidió que viniese a verle Luis Cernuda. Este acudió a ver al niño, que le pidió que le recitase algún poema. Luego el niño se volvió hacia la pared para que el poeta no le viese morir y falleció. Esta experiencia traumática le quitó las ganas de seguir trabajando allí y le inspiró un poema llamado Niño muerto.
En junio se marchó a París, donde se alojó en el hotel Médicis de la rue Monsieur le Prince. En esta ciudad se encontró con su amiga Rosa Chacel.
El 14 de julio de 1938 le escribió a Martínez Nadal diciendo que si le encontraba trabajo de au pair en una casa inglesa regresaría a ese país.
El 22 de julio de 1938 escribió el poema La fuente, inspirado en la fuente de Médicis de los parisinos Jardines de Luxemburgo, que muestra a Acis y Galatea espiados por Polifemo. Ese mismo mes escribió el poema Resaca en Sansueña. El término Sansueña aparece en el poema Profecía del Tajo de fray Luis de León referido a España.
Por esta época conoció al escritor francés Édouard Bourdet, que dirigía el Comité Espagnol pour la Paix Civile et Religieuse, una organización similar a las que habían surgido en Inglaterra, Suiza, Francia y Argentina. En estos comités se integraban intelectuales que pedían una mediación internacional para poner fin a la guerra civil española.
En septiembre de 1938, el permiso de residencia en Francia se le agotaba y existía la posibilidad de una guerra contra la Alemania nazi, por todo lo cual, animado por sus amigos, decidió regresar a Londres. Se alojó en la casa de Nadal y leyó algunos volúmenes de la serie Vidas de españoles e hispanoamericanos del siglo XIX.
Por estas fechas comenzó su amistad con el pintor Gregorio Prieto, que frecuentaba la casa de Nadal. Prieto pintó por estos años un cuadro de Cernuda en un jardín inglés.
El 19 de septiembre dejó Londres para trabajar leyendo obras literarias y comentarios en Cranleigh School, en el condado de Surrey, a muchachos de entre 15 y 16 años. Empezó a aprender inglés y a leer a Shakespeare, William Blake y John Keats en su idioma original, lo cual valoraba mucho.
En noviembre viajó a Londres para dar una conferencia sobre Bécquer.
Por esta época Cernuda escribió los poemas Tristeza del recuerdo, Canción de invierno, Lázaro y Cordura. También es en estos tiempos donde empezó a leer a T. S. Eliot.
En diciembre pasó sus vacaciones en Londres con sus amigos. Por entonces, el profesor Edgar Allison Peers le invitó a dar una serie de conferencias en el Institute of Hispanic Studies de Liverpool.
El jefe del Departamento de Español de la Universidad de Glasgow, W. C. Atkinson, le ofreció un puesto de lector. Residió en la ciudad escocesa de Glasgow entre enero de 1939 y agosto de 1943. Glasgow le parece una ciudad soporífera y no le gusta ni el tiempo ni la gente.
Cernuda aprendió el monólogo dramático y la proyección en otras figuras, históricas o legendarias, de la lectura de Robert Browning, así como a emplear una objetividad seca y un lenguaje coloquial, de la lectura de T. S. Eliot.
En septiembre de 1939 Reino Unido y Francia le declararon la guerra a Alemania por invadir Polonia, dando comienzo la Segunda Guerra Mundial.
El 23 de noviembre de 1939 pasó de nuevo por Londres, de camino a Oxford, donde iba a dar una conferencia. Se encontró con Nadal y Prieto en la estación de trenes.
Entre 1937 y abril de 1940 escribió los poemas que componen su obra Las nubes. Esta fue integrada en la segunda edición de La realidad y el deseo de 1940 aunque en 1943 Rafael Alberti realizó una edición de Las nubes aparte en Buenos Aires, que Cernuda consideró una "edición pirata".
Pasaba algunos fines de semana, invitados por alumnos y profesores de Glasgow, en Northumberland y Carlisle. También daba conferencias periódicamente en Liverpool, invitado por Peers, donde conoció a una estudiante llamada Rica Brown, que publicó una nota sobre la poesía de Cernuda.
En marzo de 1940 fue a Londres para pasar un mes de vacaciones con sus amigos, Nadal y Prieto, relacionándose también con Salvador de Madariaga. Nadal organizó un encuentro entre Cernuda y el poeta inglés Stephen Spender en un restaurante del barrio del Soho.
En 1940 Cernuda se le presentó la posibilidad de marcharse a México con otros exiliados españoles o a Cuba con Altolaguirre, pero se enamoró en Reino Unido y decidió permanecer allí.
En 1940 tradujo A Defence of Poetry de  Percy Bysshe Shelley y The Marriage of Heaven and Hell de William Blake. También escribió un ensayo sobre Miguel de Cervantes.
En 1940 envió a Octavio Paz a México un libro de relatos titulado Fantasías de provincia que se encuentra desaparecido.
A finales de 1940 José Bergamín publicó en México la segunda edición de La realidad y el deseo con la Editorial Séneca. La edición fue compilada por Emilio Prados, que terminó esta tarea el 25 de noviembre. Esta nueva edición incorpora la obra Las nubes.
A partir de 1941 empezó a pasar los veranos en Oxford, donde estaban algunos amigos: Salvador de Madariaga con su hija Nieves, Gregorio Prieto y Alberto Jiménez. En el verano de 1941 empezó a escribir en Oxford su obra Como quien espera el alba, que continuó en Glasgow y que terminó en Cambridge en 1944.
Entre 1941 y 1942 lee la Biblia, lo que influye en algunos versos de Como quien espera el alba.
En otoño de 1941 colaboró con Salvador de Madariaga y Jiménez Fraud en el club de escritores PEN Club Internacional, para que no faltase una representación española en esta organización.
En 1941 la Editorial Séneca de México publicó Laurel. Antología de la poesía moderna en lengua española con textos seleccionados por Prados, Villaurrutia, Gil-Albert y Octavio Paz. En esta antología fue incluido Cernuda.
En 1942 publicó Ocnos en la editorial de Joan Gili. Se trataba de una obra de solo 44 páginas compuesta por un conjunto de textos en prosa. Estos han sido descritos como poemas en prosa.
En mayo de 1943 el profesor John Brande Trend le ofreció un puesto de lector en la Universidad de Cambridge, que había quedado libro al marcharse Esteban Salazar Chapela. Cernuda llegó a Cambridge en verano y se alojó en el Emmanuel College. Cerca de allí se encuentra un enorme árbol platanus bajo el cual se ponían los estudiantes y que inspiró su poema El árbol. El poeta Gerald Denley asistió a las clases de Luis Cernuda en esta universidad.
En abril de 1943 publicó un artículo sobre Juan Ramón Jiménez en la revista mexicana El Hijo Pródigo, que fue respondido por él en la misma publicación con un artículo titulado Carta a Luis Cernuda.
El 13 de diciembre de 1943 la BBC emitió por radio una charla de Cernuda titulada Mito poético en Castilla.
En 1943 se publicó una antología titulada Poetas en el destierro, en Santiago de Chile, y en 1944 otra titulada Las cien mejores poesías españolas del destierro, en México. En ambas aparece Cernuda.
En la primavera de 1944 tuvo una efímera relación amorosa que terminó de forma dolorosa para él y continúa escribiendo poesía después de dos años sin hacerlo. Este año terminó su obra Como quien espera al alba y, en verano, empezó a escribir su obra Vivir sin estar viviendo.
En mayo de 1945 terminó su contrato con la Universidad de Cambridge y fue a dar un cursillo de primavera al Instituto Español en Londres, tras lo cual aceptó un puesto fijo en esta institución. El verano de 1945 lo pasó en Somerset junto a su amiga y confidente Nieves.
En 1946 escribió un extenso ensayo sobre André Gide.
El 4 de marzo de 1946 dio una charla sobre su poesía en el servicio español de la BBC.
Por estos años se relacionó mucho con el hispanista Edward Meryon Wilson. Se habían conocido en la librería de León Sánchez Cuesta, volvieron a encontrarse en una conferencia de Cernuda en Cambridge en 1939 y coincidieron de nuevo a partir de 1943 cuando Wilson fue nombrado fellow del Emmanuel College. Luego, ambos se mudaron a Londres en el otoño de 1945. Wilson invitó a Cernuda a dar una charla en el King's College el 8 de marzo de 1946. Además, Wilson ayudó a Cernuda a traducir la obra Troilo y Crésida de Shakespeare y tradujo tres poemas de Cernuda (Lazaro, Cementerio en la ciudad e Impresión de destierro) que llevó a T. S. Eliot. Eliot, por su parte, consideró en una carta del 31 de marzo de 1947 que Cernuda era un poeta interesante pero estimó que la traducción de estas poesías no era buena.
Por estos años colaboró con el Bulletin of Hispanic Studies de Liverpool y con el Boletín del Instituto Español de Londres. El 15 de noviembre de 1946 dio una conferencia en el Instituto Español sobre Teatro español contemporáneo que fue publicada el boletín de esta institución. En junio de 1947 publicó en este mismo boletín una crítica muy dura contra la Antología de poetas españoles contemporáneos en lengua castellana compilada por César González-Ruano que se publicó en Barcelona el año anterior, alegando que se había realizado por motivos económicos y que no había una buena selección de autores.
En la primavera de 1947 llegó Leopoldo Panero a Londres con la intención de crear el Instituto de España franquista, para hacer competencia al Instituto Español de los republicanos. Nadal concertó un encuentro entre Panero y Cernuda. Nadal narra un conflicto entre ambos. Panero, al principio elogió a Cernuda y le pidió que leyese un poema. Entonces el poeta sevillano leyó su poesía La familia, pero Panero le interrumpió diciendo que estaba denigrando la sagrada figura de la familia y que buscaba popularidad con "malas mañas". Luego, Panero se disculpó pero Cernuda ignoró sus disculpas. El propio Cernuda no relata este conflicto y, con posterioridad, escribió a Panero y a su esposa en términos afables cuando estos se encontraban en Madrid.
En marzo de 1947 su amiga Concha de Albornoz, que daba clases en el Mount Holyoke College de Massachusetts (Estados Unidos), le ofreció un puesto en esta institución. Tras arreglar la documentación necesaria, el 10 de septiembre embarcó en Southampton hacia Nueva York. Según él mismo declaró en 1958, fue en Mount Holyoke donde por primera vez en su vida le pagaban de forma decorosa y suficiente.
Entre marzo de 1948 y enero de 1949 escribió los últimos poemas de su obra Vivir sin estar viviendo.
En noviembre de 1948 publicó su Carta abierta a Dámaso Alonso en la revista  Ínsula y en diciembre de 1948 publicó Tres poetas metafísicos en la misma revista. En 1949 Ínsula publicó en Madrid la segunda edición de Ocnos, que pasaba de 36 a 46 textos. De esta obra fueron censurados dos textos: El poeta y los mitos, donde se confiesa ateo, y El enamorado, de temática homosexual.
Entre el 17 de agosto y el 22 de septiembre de 1949 estuvo en Ciudad de México, conociendo entonces al compositor Salvador Moreno Manzano.
Entre febrero y marzo de 1950 escribió la mayor parte de las prosas que componen su obra Variaciones sobre el tema mexicano. En el invierno de 1950 comenzó a escribir también los poemas de Con las horas contadas.
Entre junio y diciembre de 1950 estuvo de regreso en Ciudad de México, alojándose en la casa de Altolaguirre. En esta estancia se encontró con Jorge Guillén, que estaba dando un curso de verano el Colegio de México.
Estuvo de nuevo en Ciudad de México de junio a diciembre de 1951 alojándose de nuevo con Altolaguirre. En esta estancia, se enamoró del culturista Salvador Alighieri, lo que le inspiró su poemario Poemas para un cuerpo. La poesía inicial de esta obra fue escrita el 10 de noviembre de 1951. Cernuda la continuó entre febrero de 1952 y mayo de 1956. En 1958 escribió lo siguiente sobre esta relación sentimental:

Creo que ninguna otra vez estuve, si no tan enamorado, tan bien enamorado, como acaso pueda entreverse en los versos antes citados, que dieron expresión a dicha experiencia tardía. Mas al llamarla tardía debo añadir que jamás en mi juventud me sentí tan joven como en aquellos días en México

En diciembre de 1951, cuando regresaba de México a Estados Unidos, pasó por La Habana, donde conoció a varios intelectuales, entre los que se encontraba José Lezama Lima. A raíz de este encuentro, comenzó a colaborar en la revista cubana Orígenes. También se encontró en la isla con María Zambrano. Cernuda dio tres conferencias en Cuba: una sobre la revista Litoral y la generación del 27, otra sobre Unamuno y otra sobre Bécquer. En 1953 Cernuda escribió su poema Aire de La Habana.
Regresó a Estados Unidos, donde leyó textos de filosofía presocrática compilados por Hermann Alexander Diels que le influyeron mucho.
En noviembre de 1952 dimitió de su puesto en el Mount Holyoke College y se trasladó a vivir a la Ciudad de México, contando solamente con sus ahorros. Entonces alquiló un apartamento en la céntrica calle Madrid. En 1953 se mudó a la casa de Concha Méndez, en la calle Tres Cruces número 11 del barrio de Coyoacán.
En México volvió a ver a Octavio Paz y a la familia de Altolaguirre.
El 31 de diciembre de 1952 la Editorial Porrúa y Obregón publicó en México su obra Variaciones sobre tema mexicano.
En 1953 Ínsula publicó en Madrid, con patrocinio del British Council, la traducción de Cernuda de la obra de Shakespeare titulada Troilo y Crésida. En agosto de 1954 el suplemento cultural del periódico Novedades, llamado México en la Cultura, publicó su poema Ser de Sansueña.
Gracias a una ayuda económica del Colegio de México pudo escribir su obra Estudios sobre poesía española contemporánea entre 1953 y 1955. Entre 1954 y 1960 impartió clases como profesor sustituto en la Universidad Nacional Autónoma de México sobre teatro español y francés del siglo XVII.
En las navidades de 1954 visitó Puebla de Zaragoza y quedó impresionado por su catedral.
En 1955 Cernuda fue homenajeado en un ejemplar de la revista Cántico de Córdoba.
Muchos escritores mexicanos escribieron sobre Cernuda, como Octavio Paz, Salvador Elizondo, Juan García Ponce, José Luis Martínez Rodríguez y otros. El poeta mexicano José Emilio Pacheco habló de él del siguiente modo: 

Vivió en una arisca soledad, cercada de rencor por todas partes: legítima defensa de un ser vulnerable en extremo, de un caído en el infierno que acepta el mal y, al expresarlo, lo conjura

También escribió sobre Cernuda el poeta español Tomás Segovia, que residió en Ciudad de México.
En México une a su larga lista de amigas (María Zambrano, Rosa Chacel, Concha de Albornoz, María Teresa León y Concha Méndez) a Sara Hernández-Catá y a las escritoras María Dolores Arana y Guadalupe Dueñas.
En 1957 se publicó en Madrid su obra Estudios sobre poesía española contemporánea. Ese mismo año Bernabé Fernández-Canivell publicó con su editorial Dardo en Málaga la obra Poemas para un cuerpo. En junio de 1958 la Universidad de México publicó su obra de crítica literaria titulada Pensamiento poético en la lírica inglesa (siglo XIX).
El 30 de septiembre de 1958 el grupo editorial mexicano Fondo de Cultura Económica publicó la tercera edición ampliada de La realidad y el deseo. Esta edición incluirá su obra Con las horas contadas y algunos poemas de una serie inacabada que en un futuro se llamará Desolación de la quimera.
En noviembre y diciembre de 1958 México en la Cultura publicó unas conversaciones de Cernuda con el crítico literario mexicano  Emmanuel Carballo. En febrero de 1959 la revista española de Camilo José Cela, llamada Papeles de Son Armadans, publicó estas conversaciones a modo de ensayo con el nombre Historial de un libro, con contenido censurado.
En 1959, con motivo del fallecimiento de Manuel Altolaguirre, se ocupó de recopilar las Poesías completas de su amigo, que fueron publicadas por el Fondo de Cultura Económica ese mismo año.
En una entrevista publicada en 1959, en la que preguntado por los que según él serían los poetas máximos del mundo, respondió:

De entre los poetas contemporáneos muertos Yeats (…), Rilke y Cavafis, el poeta griego de Alejandría. De este último no conozco sino algún poema en traducción inglesa; pero aquél sobre tema de Plutarco, donde Marco Antonio oye en la noche la música que acompaña al cortejo invisible de los dioses, que le abandonaban, me parece una de las cosas más definitivamente hermosas de que tenga noticia en la poesía de este tiempo

En junio de 1960 se trasladó a la Universidad de California en Los Ángeles para impartir un curso de seis semanas.
En 1960 el editor Carlos Barral publicó en Barcelona un volumen llamado Poesía y literatura que incluye ensayos de Cernuda escritos entre 1941 y 1958 y el Historial de un libro. En 1964 el mismo editor publicó un segundo volumen, titulado Poesía y literatura II, con más textos de Cernuda.
Entre febrero de 1961 y junio de 1962 fue profesor en el San Francisco State College (que obtuvo el rango de universidad en 1972). Se alojó en el 1535 de la 24th Avenue. Durante esta estancia en los Estados Unidos completó los poemas de su obra Desolación de la quimera.
Tras pasar las vacaciones de verano en México, se trasladó en septiembre de 1962 se trasladó de nuevo a Los Ángeles, donde ejerció de profesor visitante de la Universidad de California. Se instaló en el Edificio Palms 757 de Ocean Avenue.
Regresó a México el 5 de junio de 1963. El 5 de noviembre de 1963 falleció en la Ciudad de México, en el domicilio de su amiga Concha Méndez. Fue enterrado al día siguiente en la sección española del Panteón Jardín.
La Revista mexicana de literatura le dedicó su número de enero-febrero de 1964. Ese mismo año el Fondo de Cultura Económica de México publicó una cuarta edición de La realidad y el deseo.

## Poesía
Para la obra Poesía española. Antología. 1915-1931 de Gerardo Diego, publicada en 1932, Luis Cernuda escribió la siguiente poética:

No valía la pena de ir olvidando poco a poco la realidad, para que, ahora, fuese a recordarla y ante qué gentes. La detesto como detesto todo lo que a ella pertenece, mis amigos, mi familia, mi país. No sé nada, no quiero nada, no espero nada. Y si aún pudiera esperar algo, sólo sería morir allí donde no hubiese penetrado aún esa grotesca civilización que envanece a los hombres.

Parece una proclamación de suprema independencia. La poesía cernudiana es una poesía de la meditación, y consta de cuatro etapas, según Octavio Paz: los años de aprendizaje, la juventud, la madurez y el comienzo de la vejez.
- A la etapa inicial pertenecen las primeras poesías, publicadas en 1927 con el título de Perfil del aire —que muestran a un poeta elegante en su contemplación elegíaca del mundo— y Égloga, elegía, oda, escrito entre 1927 y 1928, que rinde homenaje a la tradición clásica a la vez que toca algunos temas muy cernudianos: amor y eros en especial.

- Comienza el ciclo de la juventud con Un río, un amor y Los placeres prohibidos, escritos entre 1929 y 1931. Esos dos libros revelan la adhesión de Cernuda al surrealismo, que lo libera de sus represiones psíquicas y sociales. Aunque el clasicista que siempre hubo en él atempera muchas veces la ruptura formal, lo esencial de esos poemarios es su espíritu de rebeldía contra el orden establecido: "No sé nada, no quiero nada, no espero nada. Y si pudiera esperar algo, solo sería morir allí donde no hubiera penetrado esa grotesca civilización que envanece a los hombres". En Los placeres prohibidos la rebelión crece con la abierta reivindicación de la homosexualidad. Donde habite el olvido (1934) es un libro neorromántico, «superbecqueriano», que desarrolla una elegía amorosa. Invocaciones, de 1934-1935, presenta al neorromántico dilatándose en amplios poemas que celebran las glorias del mundo y exaltan la misión del poeta.

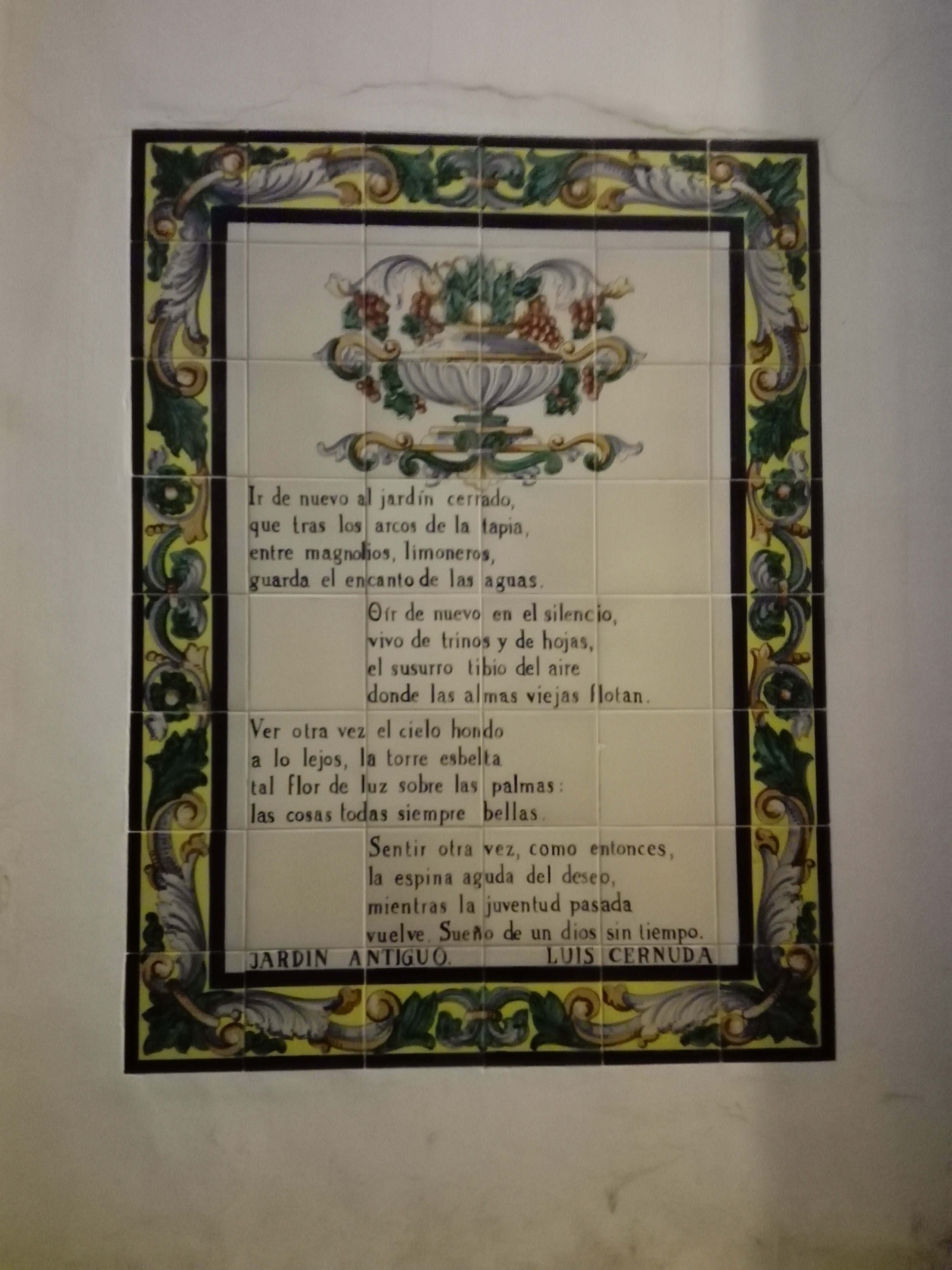
Azulejo en la casa del poeta Luis Cernuda en la calle Aire (Sevilla).

- El período de madurez arranca con Las nubes (1940 y 1943), uno de los más bellos libros de poesía sobre la Guerra Civil, donde lo elegíaco alcanza su plenitud. Bajo el estímulo de la lírica inglesa, incluye monólogos dramáticos, como «La adoración de los magos». Prolonga tono y estilo en Como quien espera el alba (1947). Obsesionado con sus recuerdos sevillanos, elabora en prosa Ocnos (1.ª ed. en 1942, luego ampliada: 1949 y 1963), esencial para entender su mitología del Edén perdido y de la que en 2002 Huerga y Fierro editores publicó en la exquisita colección Signos con prólogo del Académico Francisco Brines una edición única que incluye además la primera edición facsimilar de Dolphin, Londres (1942).

- En México se desarrolla su última etapa. Allí compondría Variaciones sobre tema mexicano (1952), Vivir sin estar viviendo (1944–1949) y Con las horas contadas, de 1950-1956, que en ediciones posteriores incorporará Poemas para un cuerpo (Málaga, 1957). Es perceptible la sustitución de la anterior musicalidad elegante, garcilasiana, por un ritmo seco, duro, y por la renuncia a toda ornamentación en favor del concepto. Este estilo alcanza su plenitud en Desolación de la Quimera (1962).

Cernuda es autor de una obra crítica (Estudios sobre poesía española contemporánea, 1957, o Poesía y literatura, I y II, 1960 y 1964). En ella, Cernuda reivindica a Campoamor, expresa su admiración por su amigo Federico García Lorca y enjuicia con severidad la obra de Rubén Darío, Juan Ramón Jiménez, Pedro Salinas y Jorge Guillén.
En 1985 se editó su única obra de teatro, La familia interrumpida.

## Teoría poética
Fue el propio Luis Cernuda quien esbozó su evolución poética en «Historial de un libro», trabajo publicado primitivamente en Papeles de son Armadans y recogido posteriormente en su Poesía y literatura. Toda crítica literaria de su obra ha de referirse necesariamente a este trabajo del autor.
Tradición y originalidad
Para Cernuda, el respeto a la tradición literaria y la aportación de originalidad en su obra deben ir en perfecto equilibrio. No se debe dar mayor peso a una o a otra. Para él, el respeto a la tradición es algo fundamental, pero no entiende esa tradición solamente como el respeto a la obra de autores españoles, sino que abarca el conjunto de la literatura europea desde Homero. Entre las presencias de la tradición que más claramente se ven en sus poemas encontramos:
1. Garcilaso. Tanto por su métrica (como se ve en el libro Égloga. Elegía. Oda), como por sus temas (el amor, la visión idealizada de la naturaleza y la presencia de la mitología clásica).
2. Bécquer, y los poetas que inician el simbolismo francés (Baudelaire, Paul Verlaine, Paul Valéry, Mallarmé),[199] aunque también es conocido que, en la carta que Cernuda escribió sobre la poesía de Juan Ramón Jiménez, critica la influencia de la poesía francesa al decir que es más retórica que expresiva.[200]
3. Los poetas platónicos (Fray Luis de León, T.S. Eliot[201]), le aportan la visión de la naturaleza como un mundo de orden y paz, frente al caos humano.
4. En Historial de un libro señala asimismo el influjo que ejercieron sobre él la poesía de los poetas metafísicos ingleses y la de Hölderlin.

Junto a todas estas presencias de la tradición cultural europea, Cernuda también tendrá en cuenta la obra de sus contemporáneos:
1. Juan Ramón Jiménez, por la visión subjetiva de la realidad y por la idea de que la verdadera literatura es aquella que se dirige a la esencia de las cosas, eliminando la superficialidad.
2. Los poetas del 27 le enseñan a enfrentarse a la obra literaria desde la perspectiva del Surrealismo.

En la poesía de Cernuda, en fin, la presencia de la tradición se conjugará con la originalidad de su aportación, fruto de sus peculiaridades biográficas.
La función del poeta
La función del poeta en la obra de Luis Cernuda entronca perfectamente con la tradición romántica, según la cual el artista aparece como un ser solitario dotado de un don sobrenatural que le permite ver y expresar lo que otros no pueden. En esta línea, Cernuda se nos presenta como un integrante de una tradición que arranca con los románticos, sobre todo con los alemanes como Hölderlin, Novalis o Heinrich Heine y que en España representa la figura de otro sevillano, Gustavo Adolfo Bécquer. El poeta es, por tanto, un «elegido», bien sea por Dios o por el Demonio. Es un ser maldito, marginado por la sociedad, hecho del que deriva su soledad total. En el caso de Cernuda, esa condición de maldito, de diferente, viene reforzada por su forma distinta de entender el amor. Su homosexualidad choca frontalmente con los usos y las normas propias de la sociedad burguesa a la que pertenece y en la que vive. Como consecuencia del sentimiento de la diferencia, la actitud del poeta sevillano frente al mundo se definirá por la rebeldía y por el sentimiento de frustración provocado por el choque constante entre la realidad que vive y el deseo de vivir, de amar, de forma diferente.
Los temas de la obra poética
El núcleo temático de la obra de Cernuda es la antítesis entre la realidad y el deseo, hecho que explica que a partir de 1936 titulara el conjunto de su poesía con esta oposición. Esta antítesis nace, sin duda, de las peculiares circunstancias vitales del poeta sevillano, pero entronca perfectamente con lo que en los poetas románticos y simbolistas era la colisión entre la libertad individual y la sociedad burguesa, además de ser un tema característico de la poesía del siglo XX, como lo demuestra su aparición en poemas de autores muy variados, desde Antonio Machado, a Federico García Lorca, pasando por Rafael Alberti, por citar solamente a algunos contemporáneos de Cernuda.
El tema de la realidad frente al deseo podemos concretarlo en la obra de Cernuda en una serie de motivos temáticos recurrentes:
1. Soledad, aislamiento, marginación y sentimiento de la diferencia.
2. Deseo de encontrar un mundo habitable que no reprima ni ataque al individuo que se siente y se sabe diferente. En el intento por encontrar ese mundo habitable deseado, a veces el poeta se dirige al pasado, a la niñez, con lo que enlazamos con el tema de los «paraísos perdidos», tan característico de la literatura contemporánea.
3. Deseo de encontrar la belleza perfecta, que no esté ensuciada por la realidad, por la materialidad.
4. El amor, como el gran tema cernudiano. Este motivo adopta distintos planteamientos a lo largo de su obra que podemos reducir a cuatro momentos:
  - Un amor no disfrutado, pero presentido. Entendido más como experiencia literaria, leída. Es lo que encontramos, principalmente, en el libro Los placeres prohibidos.
  - La experiencia amorosa marcada por la insatisfacción, por el dolor y el fracaso, por la incomprensión. Lo podemos encontrar, principalmente, en el libro Donde habite el olvido.
  - El amor como experiencia feliz, exaltada, pero marcada por la brevedad. Así lo leemos en los Poemas del cuerpo.
  - El tiempo y su discurrir es otro de los grandes temas del poeta sevillano. Vinculados a este motivo temático encontraremos el deseo de juventud eterna, marcada por las experiencias amorosas, por la belleza y por la fuerza de espíritu que le permite mantener una actitud rebelde frente al mundo que le oprime; la nostalgia de la infancia, asociada a la ingenuidad y, por ello, a la felicidad y el deseo de eternidad, de llegar a fundirse con la Naturaleza en un universo perfectamente ordenado.
5. La naturaleza. Es clara la oposición que se produce en los poemas de Cernuda entre el mundo burgués, contra el que el poeta reacciona de maneras diversas, y el mundo natural, considerado como un paraíso en el que el artista puede vivir en perfecta armonía. Ese mundo social burgués viene marcado por el caos, es la realidad, y frente a él, el orden natural, el deseo. Esa naturaleza cernudiana viene dominada por la espontaneidad y por la proyección libre de los sentimientos y los instintos que en el ámbito burgués deben ser reprimidos.

## El cine
Cernuda fue cinéfilo y mencionó las siguientes películas de la década de 1920: El peregrino (1923), El ladrón de Bagdad (1924), Monsieur Beaucaire (1924), La viuda alegre (1925), Ben-Hur (1925), El pirata negro (1926), Camille (1926), Amanecer (1927), Nevada (1927), Sombras blancas en los mares del sur (1928), Su mayor victoria (1928), Tentación (1929) y Orquídeas salvajes (1929).
Estas películas influyeron en algunas de sus prosas y en versos. En su obra Un río, un amor su poema Nevada está inspirado en la película del Oeste homónima. Por otro lado, en esta misma obra su poema Sombras blancas se inspiró en la película Sombras blancas en los mares del sur, sonora, que vio durante su estancia en París en la primavera de 1929.
En la obra Égloga, elegía, oda, la oda está inspirada por el actor George O'Brien.
En 2022 el director Adolfo Dufour estrena el documental Luis Cernuda: El habitante del olvido. 2022.

## Obra
Poesía
- Perfil del aire (1927).
- Égloga, Elegía, Oda (1928).
- Un río, un amor (1929).
- Los placeres prohibidos (1931).
- Donde habite el olvido (1933).
- Invocaciones a las gracias del mundo (1935).
- La realidad y el deseo (1936) obra poética completa, que ampliará en ediciones posteriores (1940, 1958, 1964).
- Las nubes (1943).
- Como quien espera el alba (1947).
- Vivir sin estar viviendo (1949).
- Con las horas contadas (1956).
- Poemas para un cuerpo (1957).
- Desolación de la Quimera (1962).

Ensayo
- Estudios sobre poesía española contemporánea (1957).
- Pensamiento poético en la lírica inglesa (1958).
- Poesía y literatura I (1960).
- Poesía y literatura II (1964).

Prosa
- Ocnos (1942).